# Munna lukini
Munna lukini är en kräftdjursart som beskrevs av Oleg Grigor'evich Kussakin och Boris Vladimirovich Mezhov 1979. Munna lukini ingår i släktet Munna och familjen Munnidae. Inga underarter finns listade i Catalogue of Life.